# Семёнов, Дмитрий Иванович (1913—2006)
Дмитрий Иванович Семёнов (1913—2006) — майор Советской Армии, участник Великой Отечественной войны, Герой Советского Союза (1945).

## Биография
Дмитрий Семёнов родился 21 октября 1913 года в селе Новгородка (ныне — Новгородковский район Кировоградской области Украины). После окончания сельхозтехникума работал агрономом. В 1936 году Семёнов был призван на службу в Рабоче-крестьянскую Красную Армию. В 1939 году он окончил курсы младших лейтенантов. С начала Великой Отечественной войны — на её фронтах.
К декабрю 1944 года майор Дмитрий Семёнов командовал дивизионом 473-го артиллерийского полка 99-й стрелковой дивизии 46-й армии 2-го Украинского фронта. Отличился во время освобождения Венгрии. В ночь с 4 на 5 декабря 1944 года дивизион Семёнова одним из первых переправился через Дунай в районе города Эрчи и принял активное участие в боях за захват и удержание плацдарма на его берегу.
Указом Президиума Верховного Совета СССР от 24 марта 1945 года за «мужество и героизм, проявленные при форсировании Дуная и удержании плацдарма на его западном берегу», майор Дмитрий Семёнов был удостоен высокого звания Героя Советского Союза с вручением ордена Ленина и медали «Золотая Звезда» за номером 4749.
В 1946 году Семёнов был уволен в запас. Проживал и работал в Кировограде. Скончался 6 мая 2006 года, похоронен в Пантеоне Вечной Славы Кировограда.
Заслуженный мелиоратор Украинской ССР, Почётный гражданин Кировограда. Был также награждён орденом Александра Невского, двумя орденами Отечественной войны 1-й степени, орденами Отечественной войны 2-й степени и Красной Звезды, рядом медалей.